# 1. Division (Belgien) 1901/02
Die Erste Division 1901/02 war die siebte Spielzeit der höchsten belgischen Spielklasse im Männerfußball. Sie begann am 27. Oktober 1901 und endete am 27. April 1902.

## Modus
Die Meisterschaft wurde in zwei Phasen ausgetragen. Zunächst wurden die elf Mannschaften in zwei Gruppen zu  sechs bzw. fünf Mannschaften aufgeteilt. Danach erreichten die beiden Gruppenersten und -zweiten die Endrunde. Neu dabei waren Union Saint-Gilloise und FC Antwerpen.

## Gruppe A
Von den 30 Spielen wurden fünf Begegnungen nicht ausgetragen. Die Spiele wurden jeweils als torlose Siege gewertet.
| Pl. | Verein                       | Sp. | S | U | N | Tore    | Quote | Punkte |
| --- | ---------------------------- | --- | - | - | - | ------- | ----- | ------ |
| 1.  | Racing Club de Bruxelles (M) | 10  | 9 | 1 | 0 | 035:300 | 11,67 | 19:10  |
| 2.  | Beerschot AC                 | 10  | 6 | 1 | 3 | 019:100 | 1,90  | 13:70  |
| 3.  | FC Antwerpen (N)             | 10  | 5 | 2 | 3 | 011:130 | 0,85  | 12:80  |
| 4.  | CS Brügge                    | 10  | 4 | 0 | 6 | 014:260 | 0,54  | 08:12  |
| 5.  | Skill FC                     | 10  | 3 | 0 | 7 | 010:280 | 0,36  | 06:14  |
| 6.  | FC Brügge                    | 10  | 1 | 0 | 9 | 006:150 | 0,40  | 02:18  |

| (M) | amtierender belgischer Meister |
| (N) | Neuling                        |

| Gruppe A | Gruppe A                 | RCB   | BEE   | ANT | CSB | SKI   | FCB   |
| -------- | ------------------------ | ----- | ----- | --- | --- | ----- | ----- |
| 1.       | Racing Club de Bruxelles |       | 1:0   | 5:0 | 4:0 | 7:0   | 5:0 1 |
| 2.       | Beerschot AC             | 1:4   |       | 3:1 | 4:1 | 8:0   | 5:0 1 |
| 3.       | FC Antwerpen             | 1:1   | 0:0   |     | 4:1 | 5:0 1 | 5:0 1 |
| 4.       | CS Brügge                | 0:5 1 | 3:1   | 3:1 |     | 1:2   | 3:1   |
| 5.       | Skill FC                 | 0:5   | 0:5 1 | 0:2 | 4:1 |       | 4:2   |
| 6.       | FC Brügge                | 1:3   | 0:2   | 0:2 | 0:1 | 2:0   |       |

## Gruppe B
Von den 20 Spielen wurden drei Begegnungen nicht ausgetragen. Die Spiele wurden jeweils als torlose Siege gewertet.
| Pl. | Verein                    | Sp. | S | U | N | Tore    | Quote | Punkte |
| --- | ------------------------- | --- | - | - | - | ------- | ----- | ------ |
| 1.  | Union Saint-Gilloise (N)  | 8   | 7 | 0 | 1 | 016:100 | 16,00 | 14:20  |
| 2.  | Léopold Club de Bruxelles | 8   | 5 | 0 | 3 | 024:110 | 2,18  | 10:60  |
| 3.  | FC Lüttich                | 8   | 3 | 1 | 4 | 013:210 | 0,62  | 07:90  |
| 4.  | Athletic & Running Club   | 8   | 3 | 0 | 5 | 014:210 | 0,67  | 06:10  |
| 5.  | FC Verviers               | 8   | 1 | 1 | 6 | 010:230 | 0,43  | 03:13  |

| (N) | Neuling |

| Gruppe B | Gruppe B                  | USG   | LÉO | LÜT | ARC | VER   |
| -------- | ------------------------- | ----- | --- | --- | --- | ----- |
| 1.       | Union Saint-Gilloise      |       | 5:0 | 4:0 | 2:0 | 5:0 1 |
| 2.       | Léopold Club de Bruxelles | 0:3   |     | 2:5 | 7:2 | 6:1   |
| 3.       | FC Lüttich                | 5:0 1 | 3:2 |     | 4:2 | 1:1   |
| 4.       | Athletic & Running Club   | 1:2   | 0:2 | 2:1 |     | 5:2   |
| 5.       | FC Verviers               | 5:0 1 | 0:2 | 5:2 | 1:2 |       |

## Endrunde
Von den 12 Spielen wurde eine Begegnung nicht ausgetragen. Das Spiel wurde als torloser Sieg gewertet.
| Pl. | Verein                       | Sp. | S | U | N | Tore    | Quote | Punkte |
| --- | ---------------------------- | --- | - | - | - | ------- | ----- | ------ |
| 1.  | Racing Club de Bruxelles (M) | 6   | 4 | 1 | 1 | 015:800 | 1,88  | 09:30  |
| 2.  | Léopold Club de Bruxelles    | 6   | 4 | 1 | 1 | 014:100 | 1,40  | 09:30  |
| 3.  | Union Saint-Gilloise (N)     | 6   | 2 | 0 | 4 | 009:150 | 0,60  | 04:80  |
| 4.  | Beerschot AC                 | 6   | 1 | 0 | 5 | 012:170 | 0,71  | 02:10  |

| (M) | amtierender belgischer Meister |
| (N) | Neuling                        |

| Endrunde | Endrunde                  | RCB | LÉO | USG | BEE   |
| -------- | ------------------------- | --- | --- | --- | ----- |
| 1.       | Racing Club de Bruxelles  |     | 1:3 | 2:0 | 3:2   |
| 2.       | Léopold Club de Bruxelles | 2:2 |     | 3:1 | 5:0 1 |
| 3.       | Union Saint-Gilloise      | 0:3 | 1:3 |     | 4:2   |
| 4.       | Beerschot AC              | 1:4 | 5:3 | 2:3 |       |

## Finale um die Meisterschaft
Die beiden punktgleichen zwei Mannschaften bestritten am 27. April 1902 ein Entscheidungsspiel um den Meistertitel.
|                          | Ergebnis  |                           |
| ------------------------ | --------- | ------------------------- |
| Racing Club de Bruxelles | 4:3 n. V. | Léopold Club de Bruxelles |